# The Jitters

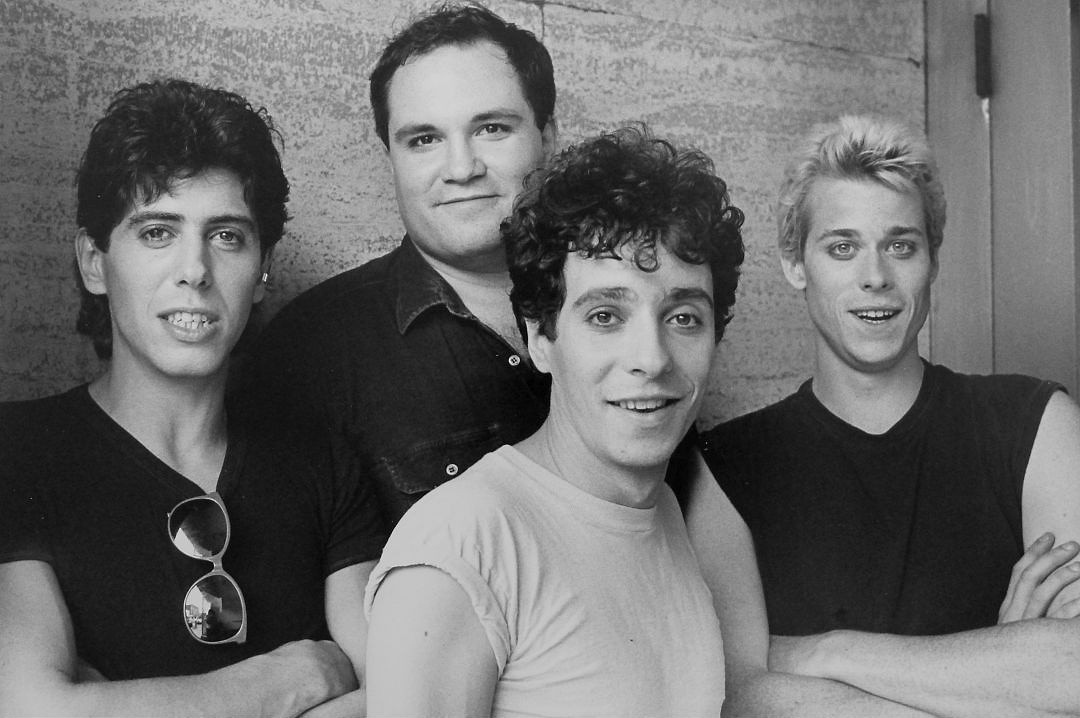
The Jitters, 1984

The Jitters foi uma banda de rock canadense formada em Toronto em 1981 por Blair Packham, Danny Levy e Greenberg Mateus. Em cinco anos, estabeleceu-se como uma das principais bandas de clube da área da Grande Toronto.
Eles chamaram a atenção do produtor Bob Ezrin, em 1982, mas sessões de estúdio com ele não produziram quaisquer resultados. Um vídeo independente em 1984 para a canção "Take Me As I Am" trouxe a exposição nacional limitada, embora nunca a canção tenha aparecido em qualquer versão de corpo inteiro.